# همایش کمیته خلع سلاح
همایش کمیته خلع سلاح یک کمیته خلع سلاح سازمان ملل متحد بود که زیر نظر مجمع عمومی سازمان ملل متحد کار می‌کرد. این همایش کار خود را در سال ۱۹۶۹ (میلادی) به عنوان جانشین کمیته هجده نفره خلع سلاح آغاز کرد و در ۱۹۷۹ (میلادی) با پیدایش همایش خلع سلاح به کار خود پایان داد. 

## تاریخچه
همایش کمیته خلع سلاح کار خود را در سال ۱۹۶۹ به عنوان جانشین کمیته هجده نفره خلع سلاح سازمان ملل متحد آغاز کرد. به همراه تغییر نام از " کمیته هجده نفره خلع سلاح " به "همایش کمیته خلع سلاح"، بر پایه قطع‌نامه ۲۶۰۲ مجمع عمومی سازمان ملل متحد شمار اعضای آن از ۱۸ کشور به ۲۶ کشور رسید. در ۱۹۷۵ (میلادی) شمار اعضای همایش کمیته خلع سلاح از ۲۶ به ۳۱ کشور رسید. در همه رویه‌های گفتگوهای خلع سلاح سازمان ملل، شامل تغییر نام‌های بسیار، همایش کمیته خلع سلاح از مجمع عمومی سازمان ملل دستور می‌گرفت و به آن گزارش می‌داد. همایش کمیته خلع سلاح مانند دو سازمان پیش از خود، توسط ایالات متحده آمریکا یا اتحاد جماهیر شوروی سوسیالیستی سرپرستی می‌شد.

## کشورهای عضو
همایش کمیته خلع سلاح شامل اعضای نخستین کمیته ده نفره خلع سلاح و ۸ عضو دیگر از کمیته هجده نفره خلع سلاح بود. کمیته هجده نفره خلع سلاح در اصل از ۱۷ کشور تشکیل شده بود. زیرا فرانسه، عضور رسمی این کمیته نبود. اگرچه، نقش مشاور غیر رسمی دیگر کشورهای غربی را داشت. بااینکه فرانسه عضو پیشین کمیته هجده نفره خلع سلاح بود اما در گفتگوها یا نشست‌های همایش کمیته خلع سلاح شرکت نمی‌کرد.
در ۱۹۶۰ (میلادی) اعضای کمیته ده نفره خلع سلاح از بلوک غرب: کانادا، فرانسه، بریتانیا، ایتالیا، آمریکا و از بلوک شرق: بلغارستان، چکسلواکی، لهستان، رومانی، و شوروی بودند.
در ۱۹۶۲ (میلادی) با پیوستن هشت کشور به کمیته ده نفره خلع سلاح، کمیته هجده نفره خلع سلاح پدید آمد. این کشورها برزیل، برمه (میانمار)، اتیوپی، هند، مکزیک، نیجریه، سوئد، و جمهوری متحد عربی بودند.
در ۱۹۶۹ با پیوستن آرژانتین، مراکش، ژاپن، مجارستان، مغولستان، هلند، پاکستان، و یوگسلاوی، همایش کمیته خلع سلاح پدید آمد.
در ۱۹۷۵ کشورهای آلمان غربی، آلمان شرقی، پرو، ایران، و زئیر به همایش کمیته خلع سلاح پیوستند.

## دستاوردها و میراث
همایش کمیته خلع سلاح یکی از چندین سازمانی بود که در پی از کنار هم آمدن با یکدیگر "همایش خلع سلاح" را پدید آوردند.
گفتگوها در همایش کمیته خلع سلاح بر برداشت‌ها از پروتکل ژنو اثر گذاشت. آمریکا می‌گفت که پروتکل ژنو برای علف‌کشها و گازهای غیر سمی بکار نمی‌رود. در پی این برداشت، دبیرکل سازمان ملل متحد اعلام کرد که پروتکل ژنو آشکارا استفاده از همه‌گونه جنگ‌افزار میکروبی و جنگ‌افزار شیمیایی را ممنوع کرده است. بسیاری از اعضای همایش کمیته خلع سلاح با گفته دبیرکل سازمان ملل متحد موافقت کردند که به تصویب قطع‌نامه مجمع عمومی سازمان ملل انجامید. بر پایه این قطع‌نامه استفاده از هرگونه جنگ‌افزار شیمیایی و ومیکروبی، برخلاف حقوق بین‌الملل بود. ۸۰ کشور به این قطع‌نامه رای "آری" ۳ کشور (مانند آمریکا) "نه" و ۳۶ کشور از دادن رای "ممتنع" دادند.